# マルツェル・テュベルク
マルツェル・テュベルク（Marcel Tyberg、1893年1月27日 - 1944年12月31日）は、オーストリアの作曲家。折衷的な作風でグスタフ・マーラーのような大規模な交響曲とポピュラー・ダンス音楽を同時に作曲することができた。ホロコーストの犠牲となったため、その生涯は不明な部分が多い。

## 生涯
ウィーン出身。父で同名のマルツェル・テュベルクはポーランドのオシフィエンチム出身のヴァイオリニストで、母のワンダはピアニストだった。両親から音楽教育を受けたが、彼の作品からみて管弦楽法・対位法・和声についての正規の教育を受けたと思われる。このことについて、ヴァイオリニストで指揮者のロドルフォ・リピツァーとの友情から考えて、リピツァーとテュベルクはウィーン音楽院で同窓生だった可能性がある。とはいえ証拠はなく、独学だった可能性も捨てられない。
テュベルクはウィーンではまずヴァイオリニストとして知られるようになり、ヴァイオリニストのヤン・クーベリックとは家族ぐるみの付き合いをするようになり、クーベリックの娘に歌曲を書いた。ヤン・クーベリックの息子のラファエル・クーベリックは20歳年下だが、テュベルクの死後も作品を演奏するなど友情が続いた。
第一次世界大戦中の1916年にテュベルク一家はリゾート地のアバツィア（現在のクロアチア領オパティヤ）に移住した。1927年にリピツァーがアバツィア交響楽団の常任指揮者となると、テュベルク父子とヤン・クーベリックがソリストとして招かれたが、同年にテュベルクの父はアバツィア近郊のフィウメ（現在のクロアチア領リエーカ）で死去した。リピツァーは1930年にゴリツィア交響楽団を創設するが、テュベルクとクーベリックを引き続きソリストとして招いただけでなく、アバツィア交響楽団の指揮者の職をテュベルクに譲った。またテュベルクは地元のオルガニストを務め、学生に和声を教え、ティル・ベルクマルのペンネームでルンバ・タンゴ・ワルツを作曲した。1931年に作曲した交響曲第2番はラファエル・クーベリックによってチェコ・フィルハーモニー管弦楽団で初演され、1930年代に何度か演奏された。
1943年7月25日、アバツィア教会で彼のテ・デウムが演奏された。奇しくもこの日はベニート・ムッソリーニが失脚した日であった。連合国軍の進撃を恐れたナチス・ドイツは北イタリアを制圧し、9月にイタリア社会共和国を成立させ、アバツィアもイタリア社会共和国の支配下に置かれた。この状況の中、彼の母は死去し、その直後に交響曲第3番が完成した。
イタリア社会共和国ではユダヤ人迫害が開始された。テュベルクはカトリックであったが、母方の高祖父がユダヤ人であったため、16分の1ユダヤ人として逮捕され、ドイツに引き渡された。友人たちの間では自殺したとのうわさが広まったが、これは正しい情報ではなかった。彼はサン・サッバ強制収容所ついでアウシュヴィッツ＝ビルケナウ強制収容所に送られ、1944年12月31日に死亡したと記録されている。

## 作品
- ピアノソナタ第1番（1920年）
- 交響曲第1番（1924年）
- 交響曲第2番（1931年）
- 六重奏曲（1932年）
- ミサ曲第1番（1934年）
- ピアノソナタ第2番（1935年）
- トリオ（1936年）
- ミサ曲第2番（1941年）
- 交響曲第3番 ニ短調（1943年）[1]